# India Book House
India Book House è un'azienda indiana specializzata nella importazione, distribuzione e pubblicazione di libri e riviste.

## Storia
India Book House fu fondata nel 1952 come distributore di prodotti editoriali per l'infanzia. Il suo catalogo comprendeva i libri per ragazzi di Enid Blyton e Frederick Forsyth, i fumetti Le avventure di Tintin e Asterix, i cui numeri erano non di rado tradotti negli idiomi dell'India.
La serie più nota era però il fumetto Amar Chitra Katha, ispirato alla mitologia, all'epica, alle fiabe e alla tradizione popolare indù.
L'azienda omonima che la produceva era già stata rilevata dalla ACK Media Pvt. Limited; nel 2007 acquisì anche i diritti di stampa e di distribuzione del fumetto. Il suo prodotto di punta era il quindicinale per ragazzi Tinkle.
L'operazione diede vita a IBH Books and Magazines Distributors Pvt. Ltd, uno dei più grandi player nel settore della distribuzione editoriale, focalizzato su prodotti relativi alla storia e alle tradizioni dell'India, e in particolare all'architettura, alle belle arti, alle arti decorative, alla cinematografia, all'ambiente e allo stile di vita. La sede fu trasferita a Mumbai.
Nel primo decennio del XXI secolo, la concentrazione del mercato aumentò ulteriormente, a seguito della fusione con Oxford Bookstore and Stationery Company.